# Zhang Li (Handballspielerin)
Zhang Li (chinesisch 张丽, Pinyin Zhāng Lì; * 4. Oktober 1976 in Peking, Volksrepublik China) ist eine ehemalige chinesische Handballspielerin.

## Karriere
Zhang Li spielte ab dem Jahr 1988 Basketball an einer Pekinger Schule. Ab dem darauffolgenden Jahr besuchte sie eine andere Pekinger Schule, an der sie das Handballspielen erlernte. Zhang Li gehörte ab dem Jahr 1993 der Pekinger Frauenhandballmannschaft an, mit der sie 1994, 1995 und 1996 die nationale Meisterschaft gewann.
Zhang Li gehörte erstmals im Oktober 1994 dem Kader der chinesischen Nationalmannschaft an. Zwei Jahre später nahm sie erstmals an den Olympischen Spielen in Atlanta teil, bei denen China den fünften Platz belegte. Sie erzielte im Turnierverlauf neun Treffer. Im Jahr 1997 gewann sie mit der chinesischen Auswahl die Silbermedaille bei der Asienmeisterschaft. 2004 nahm Zhang Li ein weiteres Mal an den Olympischen Spielen in Athen teil. Zum achten Platz steuerte sie zehn Tore bei.